# 鮭川村多目的運動公園

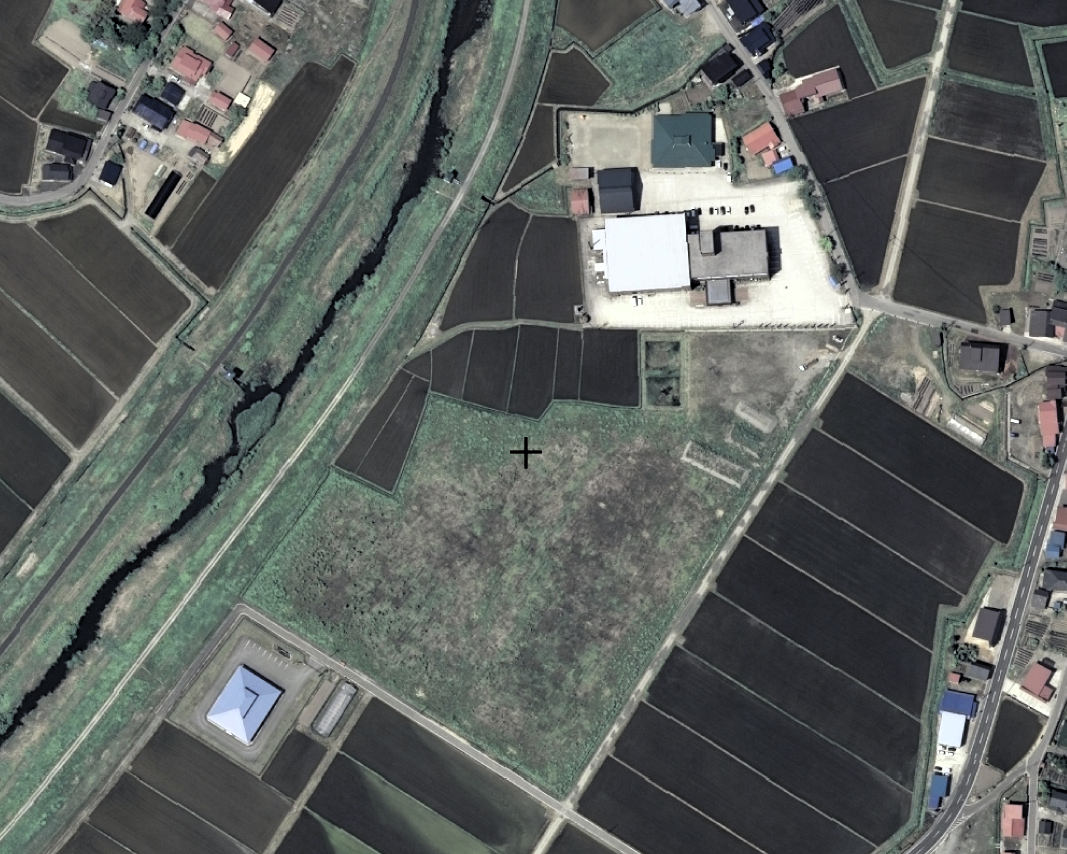
航空写真

鮭川村多目的運動公園（さけかわむらたもくてきうんどうこうえん）は、山形県最上郡鮭川村にある運動公園。
鮭川村中央公民館の隣に位置。芝生広場やサッカーコート等があり、スポーツ振興くじ助成金及びJFAサッカー施設整備助成事業助成金を受けて整備されている。夜間照明も4基設備されている。

## 施設概要
- 人工芝グラウンド
  - サッカーコート（一般用1面（少年用2面））
  - 芝生広場（1面）

## 所在地
山形県最上郡鮭川村大字京塚4887番地